# Focke-Achgelis Fa 223
O Focke-Achgelis Fa 223 Drache (em português: Dragão) foi um helicóptero desenvolvido pela Alemanha durante a Segunda Guerra Mundial. Um único motor radial Bramo 323 de Até 210 cv alimentava dois rotores de três pás de 11,9
-metro (39 pé) montados em estruturas gêmeas em cada lado da fuselagem cilíndrica de 12,2 metros de comprimento (40 pés de comprimento. Embora o Fa 223 seja conhecido por ser o primeiro helicóptero a atingir status de produção, a produção do helicóptero foi prejudicada pelos bombardeios aliados da fábrica, e apenas 20 foram construídos.
O Fa 223 podia navegar a 175 quilômetros por hora (110 mph) com uma velocidade máxima de 182 km/h (110 mph), e subir a uma altitude de 7 100 m (23 000 pé). O Drache podia transportar cargas de mais de 1 000 kg (2 200 lb) a velocidades de cruzeiro de 121 km/h (75 mph) e altitudes próximas a 2 440 m (8 000 pé).

## Projeto e desenvolvimento
Henrich Focke havia sido removido pelo regime nazista da empresa que havia co-fundado em 1936. Embora a razão ostensiva fosse que ele era "politicamente não confiável", a decisão do RLM de integrar a Focke-Wulf ao programa de produção do quase pronto Messerschmitt Bf 109 necessitou um influxo de capital para financiar a expansão imediata das capacidades de produção da empresa. A Focke-Wulf foi reorganizada em uma empresa de responsabilidade limitada (G.m.b.H.) em junho de 1936.
Depois que a Focke-Wulf assinou formalmente um contrato para produzir o Bf 109C em novembro de 1937, a empresa americana International Telephone & Telegraph (ITT), através de sua subsidiária alemã C. Lorenz, comprou uma participação de 28% da Focke-Wulf em 1938, tornando-se o interesse controlador.
No entanto, o Ministério da Aeronáutica ficou tão impressionado com o helicóptero Focke-Wulf Fw 61 que sugeriu que Focke estabelecesse uma nova empresa dedicada ao desenvolvimento de helicópteros e emitiu-lhe um requisito para um projeto aprimorado capaz de carregar uma carga útil de 700 kg (1 500 lb). Focke estabeleceu a empresa Focke-Achgelis em Hoykenkamp em 27 de abril de 1937 em parceria com o piloto Gerd Achgelis, e começou o trabalho de desenvolvimento em Delmenhorst em 1938.
Eles primeiro produziram uma versão ampliada de seis ocupantes do Fw 61, designada Fa 226 Hornisse (Vespa), enquanto contratavam o desenvolvimento do motor, transmissão e cubo do rotor para as obras da BMW em Berlim. O Fa 226 foi o primeiro helicóptero de transporte do mundo e foi encomendado pela Lufthansa em 1938.
O Fa 226 atraiu a atenção do Ministério da Aeronáutica, que o redesignou como Fa 223 em 1939 antes do primeiro protótipo voar. A Marinha também se interessou pelo Hornisse e brevemente o considerou como substituto para seus Schnellboote.
Em setembro de 1939, o primeiro protótipo, o V1, saiu da fábrica de Delmenhorst. Agora apelidado de Drache ("Dragão"), tinha um layout de rotor duplo semelhante ao Fw 61, mas tinha uma cabine totalmente fechada e baía de carga, com o único motor Bramo montado no meio do corpo de tubo de aço.
Os testes iniciais de voo estacionário mostraram problemas e o V1 não voaria até 1940. O motor inicialmente especificado, um BMW Bramo 323D, provou ser muito frágil quando funcionado em alta velocidade por qualquer período de tempo, e foi substituído por um Bramo 323Q3 de 1.000 hp mais robusto nos protótipos posteriores para melhorar a confiabilidade e capacidade de elevação. O maior problema, no entanto, era a vibração severa causada por eixos de transmissão desbalanceados quando os rotores saíam de fase, e isso só podia ser corrigido por maior atenção aos detalhes por parte da BMW.

### Primeiro voo
O primeiro voo sem amarras do V1 foi em 3 de agosto de 1940, após mais de 100 horas de testes no solo e com amarras. Em outubro, foi voado para o centro de testes em Rechlin para ser demonstrado, e lá estabeleceu uma velocidade máxima de 182 km/h (110 mph), uma taxa de subida de 528 m (1 700 pé) por minuto, e uma altitude máxima de 7 100 m (23 000 pé), desempenho muito maior do que havia sido demonstrado por qualquer outro helicóptero no mundo.
Apesar disso, o Drache estava longe de estar pronto para o serviço militar, e a Focke-Achgelis foi instruída a acelerar seu programa de desenvolvimento. Um pedido de produção inicial de 100 máquinas foi prometido. Seguindo a demonstração do helicóptero em Rechlin, o Ministério emitiu especificações para cinco variantes:
Em 5 de fevereiro de 1941, o V1 foi perdido em um acidente após falha do motor em uma altitude muito baixa para um pouso auto-rotativo. O segundo protótipo (V2) foi completado pouco depois, apresentando uma cabine totalmente envidraçada e uma metralhadora operada pelo observador. Foi, no entanto, logo destruído em um ataque aéreo aliado.

### Protótipo V3
Quando o protótipo V3 apareceu, o Ministério da Aeronáutica havia abandonado a ideia de variantes diferentes e se estabelecido em uma única aeronave multipropósito, a ser designada Fa 223E, que poderia combinar todos os papéis; o V3 refletiu esse novo pensamento e estabeleceu as características de design para todos os modelos que se seguiram e incorporou controles duplos e um guincho elétrico.
Como seus predecessores, o corpo do V3 consistia em tubulação de aço soldada coberta com tecido tratado para economizar peso e facilitar reparos. Seu interior era dividido em quatro seções: a cabine, onde piloto e observador se sentavam lado a lado, com o piloto à esquerda; o compartimento de carga; o compartimento do motor; e a seção da cauda. O motor e caixa de engrenagens eram montados centralmente e mantidos no lugar por uma série de cabos de aço tensionados, com a caixa de engrenagens na frente do motor. Duas estruturas de tubo de aço se estendiam das laterais da fuselagem para carregar os rotores duplos, de configuração de três pás e construção de madeira com uma longarina de aço, que eram montados a 12,5 m (41 pés 0 polegadas) de distância, longe o suficiente para que não se sobrepusessem.
Em 1943, uma versão ampliada de quatro rotores do Fa 223 foi considerada, mas não desenvolvida além da construção de uma seção central da fuselagem.

## História operacional

### Produção
A produção em série do Fa 223 começou na fábrica Focke-Achgelis em Delmenhorst em 1942. O local foi atingido em junho daquele ano por um ataque aéreo aliado e destruído junto com os dois protótipos sobreviventes e as primeiras sete máquinas de pré-produção em montagem final.
Tentativas foram feitas para restaurar a produção, mas foram abandonadas em 1943, e uma nova planta foi estabelecida em Laupheim, perto de Ulm. O primeiro Drache a emergir da nova fábrica, o V11, foi voado pelo piloto Karl Bode para uma série de filmes informativos feitos para o Ministério da Aeronáutica para demonstrar as habilidades do Fa 223. Cargas que incluíam um avião completo Fieseler Storch e a fuselagem de um Bf 109 foram mostradas sendo abaixadas com grande precisão em veículos usando o guincho do Drache e um gancho de carga elétrico de liberação rápida especial.
No início de 1944, um Dornier Do 217 caiu no alto do pântano Vehner na Baixa Saxônia, entre Osnabrück e Oldenburg, e foi decidido enviar o V11 para recuperar os destroços. Infelizmente, o V11 acabou caindo nas proximidades antes que pudesse tentar levantar os restos do Do 217. Foi então decidido tentar recuperar ambos usando o V14. Voado por Karl Bode e pelo piloto de helicóptero da Luftwaffe Helmut Gerstenhauer, a operação começou em 11 de maio de 1944. Uma pequena equipe de homens da Focke-Achgelis e uma companhia de recuperação da Luftwaffe já havia desmontado o V11, e o V14 fez 10 voos carregando cargas abaixo dele em uma rede de carga e colocando-as onde poderiam ser carregadas em veículos rodoviários. Todas as partes principais do V11 e do Do 217 foram recuperadas, e muita experiência útil foi ganha.
Após isso, o Ministério da Aeronáutica decidiu avaliar o potencial do helicóptero como transporte em regiões montanhosas, e o V16 foi designado para a Escola de Guerra de Montanha em Mittenwald, perto de Innsbruck, com o V14 como reserva. O objetivo dos testes era ver como o Drache se comportaria como um transporte de uso geral para todas as condições climáticas, e numerosos pousos foram feitos em altitudes de mais de 1 600 m (5 200 pé) acima do nível do mar, além do transporte experimental de canhões de artilharia para tropas de montanha. Quando os testes terminaram em outubro de 1944, um total de 83 voos havia sido feito, com um tempo total de voo de 20 horas.
Apenas sete máquinas haviam sido construídas em Laupheim antes que um ataque aéreo interrompesse a produção em julho de 1944 e eliminasse a fábrica. No momento do ataque, o protótipo V18 estava pronto para entrega, 13 Drachen estavam em montagem, e havia componentes suficientes para mais 19. Após o ataque, o Ministério da Aeronáutica decidiu que era inútil prosseguir com o projeto e, após os testes de montanha, Focke foi designado para a equipe de Messerschmitt.
Apenas semanas depois, Focke recebeu novas ordens, desta vez para retornar à empresa Focke-Achgelis e mover toda a operação para o Aeroporto Berlin Tempelhof onde os testes de voo deveriam ser retomados, e uma linha de produção estabelecida para produzir 400 helicópteros por mês.
O V12, após completar um longo voo cross-country da Alemanha, foi voado para o Mont Blanc para realizar um resgate de 17 pessoas presas na montanha. Uma falha de ligação mecânica resultou na desintegração de um rotor e, embora a máquina tocasse o solo com suas rodas, foi arremessada contra um aterro e a tripulação foi morta.

### Voo de Danzig
A empresa conseguiu manter dois dos cinco Drachen sobreviventes e conseguiu produzir um novo exemplar em Tempelhof em fevereiro de 1945. Quase imediatamente foi ordenado em uma "ordem especial do Führer" para voar para Danzig em 25 de fevereiro. Voado por Gerstenhauer e dois copilotos, o Drache decolou de Tempelhof no dia seguinte. Primeiro se dirigiu para sudoeste na direção de Würzburg. Gerstenhauer perdeu sua orientação no mau tempo e teve que pousar em Crailsheim. Uma vez que o tempo melhorou, eles partiram novamente e pousaram em Würzburg para reabastecer, chegando a Meiningen, onde parou durante a noite. No dia seguinte partiu para nordeste e voou para Werder, uma distância de 315 km (200 mi). No terceiro dia, o Drache continuou em direção a Stettin-Altdamm, mas o mau tempo novamente os forçou a pousar, desta vez em Prenzlau. Eles tentaram retomar o voo no dia seguinte, mas o tempo continuou ruim e tiveram que parar em Stolp, a oeste de Danzig, durante a noite.
Em 5 de março, a situação da guerra havia se tornado muito ruim, e Gerstenhauer decidiu que eles tinham que deixar Stolp antes que os soviéticos chegassem. Eles decolaram e voaram diretamente para Danzig bem sobre o exército soviético em avanço, chegando a Danzig apenas para descobrir que a cidade já estava caindo. Eles pousaram fora da cidade para esperar por ordens adicionais, que quando chegaram os direcionaram a retornar a Werder. Eles fizeram isso via um longo voo ao longo da costa báltica via Garz, não chegando a Werder até 11 de março. Os doze dias de voo real haviam visto Gerstenhauer e sua tripulação cobrir uma distância de 1 675 km (1 000 mi) com um tempo de voo de 16 horas e 25 minutos.

### TS/40
Em janeiro de 1945, o Ministério da Aeronáutica designou os outros três Drachen para o Transportstaffel 40 (TS/40) em Mühldorf, Baviera, o único esquadrão operacional de helicópteros da Luftwaffe, equipado com pelo menos cinco Flettner Fl 282s, bem como os Drachen. O TS/40 se relocou para vários locais antes de acabar em Ainring na Alemanha, onde um dos Drachen foi destruído por seu piloto para evitar que fosse capturado e os outros dois foram apreendidos pelas forças americanas.

### Voo através do Canal da Mancha

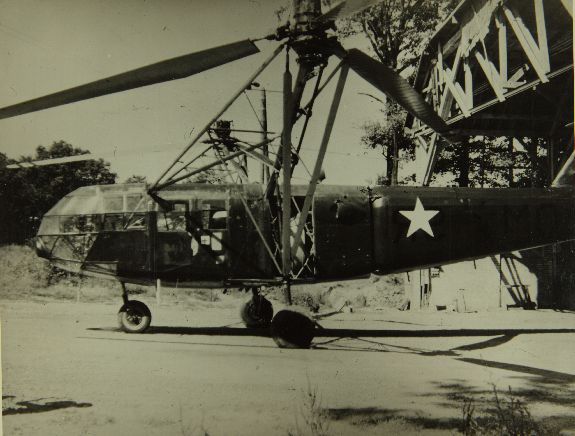
Fa 223 capturado

Os EUA pretendiam transportar aeronaves capturadas de volta aos EUA em um navio, mas só tinham espaço para um dos Drachen capturados. A RAF objetou aos planos de destruir o outro, o V14, então Gerstenhauer, com dois observadores, voou-o através do Canal da Mancha de Cherbourg para RAF Beaulieu em 6 de setembro de 1945, a primeira travessia do Canal por um helicóptero. O V14 posteriormente fez dois voos de teste na RAF Beaulieu antes de ser destruído em 3 de outubro em um acidente onde o helicóptero caiu 18 metros ao solo. A cada 25 horas, o alojamento de aço que segurava o motor deveria ter sido apertado usando uma ferramenta especial, mas essa ferramenta nunca foi trazida para a Inglaterra. Apesar dos avisos de Gerstenhauer, os testes continuaram a ser feitos, levando à falha do eixo de transmissão e ao acidente.

### Produção pós-guerra
Na França, a empresa Sud-Est construiu o SE.3000 como um desenvolvimento do Fa 223, assistida por Focke. Projetado para fins de transporte, tinha acomodação para quatro passageiros e era alimentado por um motor Bramo "Fafnir" de 720 hp (540 kW). Três foram construídos, o primeiro voou em 23 de outubro de 1948.
Dois Fa 223s foram completados pela fábrica Československé Závody Letecké (anteriormente Avia) na Tchecoslováquia em 1945–1946 a partir de componentes salvados, e designados VR-1. O primeiro voo ocorreu em 12 de março de 1948.

## Variantes
Fa 223Apara guerra antissubmarina, para carregar 2 × bombas ou cargas de profundidade de 250 kg (550 lb)
Fa 223Bpara missões de reconhecimento; equipado com um tanque de combustível auxiliar
Fa 223Cpara deveres de busca e salvamento, equipado com um cabo de guincho de aço
Fa 223Dvariante de carga, para reabastecimento de tropas de montanha
Fa 223Etreinador de controle duplo
Fa 223ZUm Fa 223 híbrido foi proposto por Focke com dois corpos unidos em linha para formar um helicóptero de elevação pesada de quatro rotores. Uma seção de união central inacabada foi encontrada pelas tropas aliadas em Ochsenhausen.
Fa 266 Hornisseversão de passageiros proposta
SE.3000produção francesa pós-guerra
VR-1produção tchecoslovaca pós-guerra

## Especificações (Fa 223E)
Dados de Air International e Defense Media Network
Características gerais
- Tripulação: 2
- Capacidade: 4 passageiros
- Comprimento: 12,25 m (40 pés 2 pol) de comprimento da fuselagem
- Envergadura: 24,50 m (80 pés 5 pol) de envergadura sobre os rotores
- Altura: 4,36 m (14 pés 4 pol)
- Peso vazio: 3 180 kg (7.011 lb)
- Peso bruto: 3 860 kg (8.510 lb)
- Peso máximo de decolagem: 4.315 kg (9.513 lb)
- Capacidade de combustível: 490 L (108 Imp gal) interno + 300 L (66 Imp gal) tanque externo
- Motor: 1 × BMW Bramo 323D-2 radial de nove cilindros, 750 kW (1 000 cv) na decolagem
- Diâmetro do rotor principal: 2 × 12,00 m (39 pés 4 pol)
- Área do rotor principal: 226,00 m2 (2.432,6 pés quadrados)

Desempenho
- Velocidade máxima: 176 km/h (109 mph, 95 kn) a 2.000 m (6 600 pés)
- Velocidade de cruzeiro: 134 km / h (83 mph, 72 kn) a 2.000 m (6 600 pés)
- Alcance: 437 km (272 milhas, 236 milhas náuticas) de combustível interno
- Alcance da balsa: 700 km (430 milhas, 380 milhas náuticas) com combustível auxiliar
- Resistência: 2 h 20 min
- Teto de serviço: 4 875 m (16 000 pés) de teto de serviço
- Taxa de subida: 4,1 m/s (800 pés/min) (taxa vertical de subida), 5,6 m/s (1 100 pés/min) com velocidade de avanço

Armamento
- Armas: 1 × metralhadora MG 15 apontada manualmente do nariz.
- Bombas: 2× bombas de 250 kg (550 lb) ou 2x cargas de profundidade